# Ivan Marković (calciatore 1928)
Ivan Marković, soprannominato Ðalma (Segna, 4 maggio 1928 – Zagabria, 6 novembre 2006) è stato un allenatore di calcio croato, precedentemente jugoslavo.

## Carriera
Da calciatore a militato nelle serie inferiori jugoslave, con Nehaj Senj, Poštar Zagreb e Sava Strmec.
Lasciato il calcio giocato allena nelle serie inferiori jugoslave il Kustošija, l'Orijent e la Torpedo Fiume. Allena poi le giovanili del Rijeka e la Dinamo Zagabria.
Nella stagione 1967-1968 allena per la prima volta nella massima serie jugoslava, ottenendo un decimo posto con il NK Zagabria.
Nella stagione 1968-1969 torna ad allenare l'Orijent, questa volta nella serie cadetta jugoslava, con cui fallisce la promozione in massima serie perdendo la semifinale play-off contro il Crvenka.
Nella stagione 1970-1971 torna ad allenare nella massima serie jugoslava, guidando il Maribor.
Ritorna ad allenare il NK Zagabria, nella Druga Liga 1971-1972, ottenendo il terzo posto del Girone Ovest della serie cadetta.
Dopo aver allenato le giovanili, nella stagione 1973-1974 allena la Dinamo Zagabria, ottenendo il settimo posto in campionato.
Nel 1975 si trasferisce in Canada per allenare il Toronto Metros-Croatia, franchigia della NASL, nata dalla fusione dei Toronto Metros, presenti nella lega dal 1971, con i Toronto Croatia, squadra proveniente dalla canadese NSL. Con la squadra di Toronto ottenne nella stagione d'esordio il raggiungimento dei quarti di finale dei play-off per il titolo, mentre nel campionato seguente fu allontanato per la guida troppo autocratica della squadra.
Nel 1976 guida la nazionale olimpica di calcio della Jugoslavia e i canadesi del Windsor Stars subentrando a Roy Cheetham, con cui ottenne il quinto posto nella NSL 1976. La stagione seguente invece ottiene il quarto posto finale.
Nell'estate 1977 diventa allenatore dei francesi dell'Olympique Marsiglia, ottenendo il quarto posto nella Division 1 1977-1978. La stagione seguente fu invece sollevato dall'incarico a campionato in corso, sostituito dal francese Jules Zvunka il 13 dicembre 1978.
Nel 1979 torna al Maribor, con cui ottenne il quinto posto nel girone ovest della Druga Liga 1979-1980.
Nell'estate 1980 torna alla Dinamo Zagabria, venendo però sollevato dall'incarico nel dicembre dello stesso anno.
Nel 1982 torna ad allenare nella serie cadetta jugoslava, ottenendo il sesto posto nella Druga Liga 1982-1983 con il GOŠK Jug.
La stagione seguente torna ancora una volta all'Orijent. Nel 1985 si trasferisce in Austria per allenare lo Sturm Graz nella 1. Division 1985-1986, venendo però sollevato dall'incarico nell'ottobre dello stesso anno.
Nella stagione 1989 torna in Canada per allenare il Toronto Italia, con cui vince il campionato NSL.
Nella stagione seguente resta in Canada per divenire l'allenatore dei London Lasers, club della Canadian Soccer League, chiudendo il campionato al settimo e ultimo posto della Eastern Division.
Nella stagione 1990-1991 torna in patria per allenare il Radnik V. Gorica nella terza serie jugoslava, ottenendo il quarto posto nel Girone Ovest.
Nell'ottobre 1991 torna in Austria per allenare il Vorwärts Steyr nella 1. Division 1991-1992, venendo però sollevato dall'incarico nel dicembre seguente.
Nella stagione 1993-1994 torna in Slovenia per allenare il Beltinci, ottenendo il sesto posto nel massimo campionato locale.
Nella stagione 1994-1995 torna in Croazia per allenare i cadetti del Karlovac, con cui ottenne il dodicesimo posto finale.
Dopo un passaggio nelle giovanili della Dinamo, nella Prva hrvatska nogometna liga 1996-1997 allena l'Inter Zaprešić, retrocedendo nella serie cadetta.
Dopo un passaggio al Varteks diviene l'allenatore del Samobor, con cui retrocede nella terza serie al termine della Druga hrvatska nogometna liga 1998-1999.
Nel 2000 torna al Radnik, con ottiene il quarto posto nel girone centro della Treća hrvatska nogometna liga 2000-2001.
Nel 2003 chiude la carriera da allenatore in Canada,  guidando per un breve periodo gli Hamilton Thunder, club militante nella Canadian Soccer League.

## Palmarès
- National Soccer League: 1

Toronto Italia: 1989